# Nirvana (альбом Kazka)
Nirvana — другий студійний альбом українського гурту KAZKA, який було презентовано 27 грудня 2019 року.

## Опис
14 червня 2019 року гурт випустив перший сингл «Пісня сміливих дівчат» з альбому «Nirvana». З 29 листопада протягом чотирьох тижнів гурт випускав по одній пісні з майбутнього альбому, а саме «Палала», «Твоєї крові», «Колишні» та «Грай». А вже 27 грудня відбулася прем'єра альбому, до якого загалом увійшло десять композицій, п'ять з яких вже були представлені.
Альбом було видано під лейблом Mamamusic та записано на студії звукозапису «Iksiy Music» в Києві.

## Список пісень
| #     | Назва                   | Автор слів                                 | Автор музики                              | Тривалість |
| ----- | ----------------------- | ------------------------------------------ | ----------------------------------------- | ---------- |
| 1.    | «Випадок?»              | Сергій Локшин (Sedrik) Олександра Заріцька | Сергій Єрмолаєв (Ранов) Андрій Ігнатченко | 4:33       |
| 2.    | «Колишні»               | С. Локшин Ярина Сізик                      | С. Єрмолаєв А. Ігнатченко                 | 3:36       |
| 3.    | «Zemna»                 | С. Локшин Я. Сізик                         | С. Єрмолаєв А. Ігнатченко                 | 2:46       |
| 4.    | «Палала»                | С. Локшин Я. Сізик                         | С. Єрмолаєв А. Ігнатченко Я. Сізик        | 3:17       |
| 5.    | «Мало»                  | Катерина Офліян                            | С. Єрмолаєв А. Ігнатченко                 | 3:52       |
| 6.    | «Літаки»                | C. Локшин                                  | С. Єрмолаєв А. Ігнатченко                 | 3:11       |
| 7.    | «Твоєї крові»           | С. Локшин Я. Сізик                         | С. Єрмолаєв А. Ігнатченко Я. Сізик        | 3:10       |
| 8.    | «Чутки»                 | С. Локшин                                  | С. Єрмолаєв А. Ігнатченко                 | 3:07       |
| 9.    | «Грай»                  | С. Локшин Я. Сізик                         | С. Єрмолаєв А. Ігнатченко                 | 3:23       |
| 10.   | «Пісня сміливих дівчат» | С. Локшин                                  | С. Єрмолаєв А. Ігнатченко                 | 3:06       |
| 33:59 |                         |                                            |                                           |            |